# Józsa Fábián
Józsa Fábián (Harta, 1957. november 20. –) magyar jogász, politikus, 1990 és 1994 között országgyűlési képviselő (MDF), 1993-tól 1994-ig a Belügyminisztérium politikai államtitkára.

## Élete
Józsa Fábián 1957-ben született a Bács-Kiskun megyei Hartán, Józsa Fábián jogász és Nagybányai Éva általános iskolai tanárnő fiaként. Általános iskolai tanulmányait Dunaegyházán, középiskolai tanulmányait a kecskeméti Bányai Júlia Gimnáziumban végezte. Érettségi után kazánápoló volt a dunaújvárosi Dunai Vasműben, majd a Bács-Kiskun Megyei Illetékhivatalban dolgozott adóügyi előadóként. A szegedi József Attila Tudományegyetem Állam- és Jogtudományi Karának hallgatója lett, ahol 1983-ban szerzett jogi diplomát. Az 1980-as években több verse megjelent a Forrás és a Tiszatáj folyóiratokban, két versantológiában is publikált.
1983-ban a dunaegyházi Haladás Mg.Tsz. jogügyi előadójaként helyezkedett el, majd a Bács-Kiskun Megyei Tanács VB. Szervezési és Jogi Osztályának főelőadója, illetve csoportvezetője lett. 1987-ben kiadványszerkesztői tanfolyamot végzett. 1989-ben rövid ideig a Bács-Kapocs független politikai hetilap újságírójaként dolgozott, majd a Bács-Kiskun Megyei Tanács szociális titkára lett.
Az 1990-es országgyűlési választáson a Magyar Demokrata Fórum jelöltjeként Bács-Kiskun megye 1. számú, Kecskemét központú választókerületéből szerzett mandátumot, az Országgyűlésben az önkormányzati, közigazgatási, belbiztonsági és rendőrségi bizottság alelnöke volt. 1993 februárjában a Belügyminisztérium politikai államtitkára lett Boross Péter miniszter mellett, majd tisztségét Kónya Imre mellett is megőrizte, 1994 júliusáig volt államtitkár. Az 1994-es országgyűlési választáson nem jutott a parlamentbe.
1994 és 1996 között a Konzumbank Rt. kockázatkezelési főosztályvezetője, majd 1999-ig Budapest I. kerületének jegyzője volt. 1997-től oktatott a Pázmány Péter Katolikus Egyetem Jog- és Államtudományi Kar Közigazgatási Jogi Tanszékén, 2008-tól címzetes egyetemi docensként. 1999-ben közigazgatási szakvizsgát tett és tagja lett az Országos Közigazgatási Vizsgabizottság elnöke által felkért, a köztisztviselők alap- és szakvizsga, illetőleg közigazgatási versenyvizsga felkészítését és vizsgáztatását végző oktatói karnak.
1999 és 2010 között a Közép-magyarországi Regionális Államigazgatási Hivatal szervezési főosztályvezetője volt, közben 2001-től 2002-ig a Magyar Köztársaság washingtoni nagykövetségén megbízási jogviszony keretében dolgozott nagyköveti külön tanácsadóként Jeszenszky Géza nagykövet, korábbi külügyminiszter mellett. 2010 és 2014 között a Külügyminisztériumban határozott idejű kinevezéssel I. osztályú titkári rangban külszolgálatot teljesített a Magyar Köztársaság Pretoriai Nagykövetségén, majd Budapest Főváros Kormányhivatalának belső adatvédelmi felelőse, később jogi és koordinációs főosztályvezetője lett. A Fővárosi Államigazgatási Kollégium Hatósági Igazgatási Munkacsoportjának vezetője és a Közigazgatási Eljárási Jogi Egyesület alelnöke is lett.
Felesége Szenáky Gyöngyi főtanácsos a Külgazdasági és Külügyminisztériumban, két gyermekük született.